# Alberto Rossi Longhi

Alberto Rossi Longhi

Alberto Rossi Longhi (Ravenna, 15 ottobre 1895 – Arcinazzo Romano, 6 novembre 1979) è stato un diplomatico italiano, Segretario generale del Ministero degli Affari Esteri dal 1954 al 1958.

## Biografia

### Incarichi diplomatici
Figlio del nobile Giulio e di Amelia Ada Argelli, Alberto Rossi Longhi si laureò in giurisprudenza nel 1918. Entrato nella carriera diplomatica nel 1923, fu subito destinato a Stoccolma e, nel 1932, nominato componente della delegazione italiana alla Conferenza del disarmo di Ginevra.
Dal 1932 al 1933 è stato segretario di prima classe a Vienna; dal 1933 al 1936, incaricato d'affari a Washington. Dopo una parentesi a Ottawa, tra il 1937 e il 1940, Rossi Longhi rientrò a Washington come consigliere. “Uomo forte” dell'ambasciata italiana, si oppose al conferimento di un incarico didattico a Luigi Sturzo, da parte della Catholic University, nonostante gli auspici del delegato apostolico Amleto Giovanni Cicognani.
Con l'ingresso degli Stati Uniti a fianco delle potenze alleate, Rossi Longhi fu internato in un campo di prigionia; rientrò al Ministero degli Affari Esteri dopo l'armistizio di Cassibile e, nel 1944, fu inviato a Lisbona, dove rimase sino al 1946. Durante la sua missione diplomatica fu lui a ricevere l'ex-re Umberto II che arrivò in Portogallo con un aereo militare italiano, il 13 giugno del 1946.
Dal 1947 al 1950 fu rappresentante del governo italiano a Teheran. L'ambasciatore Enrico Guastone Belcredi, che fu incaricato d'affari con lui a Teheran, così lo descrive: «Rossi Longhi appariva riservato, un po' pomposo, con la dignità benigna di un prelato da curia. Di una vecchia famiglia romana, di nobiltà vaticana... stava molte ore in ufficio e considerava l'ambasciata come una grande famiglia di cui egli doveva essere il padre. La vita d'ufficio cambiò completamente. Pur con molto garbo, Rossi Longhi mise tutti alla frusta, il laissez faire... venne sostituito da precisi orari. La sua prima preoccupazione fu quella di assicurare alla nostra rappresentanza un decoro equivalente a quello delle grandi ambasciate occidentali».
Sostituto nel Consiglio della NATO nel 1950 a Londra, il 23 giugno 1952 Rossi Longhi fu promosso ambasciatore e destinato a Parigi quale capo della rappresentanza italiana presso la NATO; nel 1954 è stato ambasciatore a Madrid presso Francisco Franco.

### 1954-1958: gli anni della segreteria generale
Nel settembre del 1954, Gaetano Martino assunse l'incarico di Ministro degli Esteri e volle incontrare l'ambasciatore Rossi Longhi per proporgli l'incarico di Segretario generale del Ministero degli Affari Esteri o in subordine, la prestigiosa ambasciata londinese. L'incontro si tenne a Fontainebleau: Rossi Longhi accettò la più alta carica della diplomazia italiana, alla quale fu nominato nel dicembre successivo.
Furono anni decisivi per la politica estera italiana e di intensa attività per la diplomazia, appena uscita dalla risoluzione della questione triestina. Fu allestita la Conferenza di Messina, tra i Ministri degli Esteri dei sei Stati europei aderenti alla CECA (1-3 giugno 1955) e, soprattutto, furono sottoscritti i Trattati di Roma, con l'istituzione  della Comunità economica europea e della Comunità europea dell'energia atomica (25 marzo 1957).  Sul piano internazionale, il periodo fu caratterizzato dalla Crisi di Suez e dalla rivolta d’Ungheria (1956).
La Farnesina, inoltre, si trovò nella necessità di arginare le pretese del nuovo Presidente della Repubblica Giovanni Gronchi, eletto il 29 aprile 1955 che, durante il suo mandato tentò di adottare una politica estera di equidistanza tra i blocchi, autonoma da quella governativa e opposta a quella dei governi alleati della NATO. Un momento acuto di crisi si ebbe nel marzo del 1957, quando il Presidente Gronchi scrisse personalmente una lettera indirizzata al Presidente degli Stati Uniti Dwight D. Eisenhower contenente rilevanti obiettivi di politica estera. La lettera fu redatta senza consultare preventivamente il governo ma soltanto trasmessa per la controfirma successiva del ministro competente. A Rossi Longhi non sfuggì che tale prassi, ancorché irrituale, avrebbe ingenerato un pericoloso precedente interpretativo della norma costituzionale italiana, autorizzando “di fatto” il Presidente della Repubblica ad indicare al governo le linee da adottare in politica estera. Fu quindi il Segretario generale della Farnesina a suggerire al ministro Martino di “ritenere” il messaggio del Capo dello Stato e di non inoltrarlo al destinatario statunitense.
La decisione finale fu adottata dal Ministro degli Esteri, previo scambio di note con il Presidente del Consiglio Segni. Il Quirinale, tuttavia, ne attribuì la responsabilità, in tutto o in parte, proprio all'ambasciatore Rossi Longhi. Dopo poche settimane, infatti, quest'ultimo fu contattato da Tristan Cippico, consigliere diplomatico del Presidente Gronchi, con la richiesta di lasciare la carica di Segretario generale per un importante sede diplomatica all'estero. Essendo anche tale proposta assolutamente irrituale, perché non di competenza della Presidenza della Repubblica, Rossi Longhi inizialmente rifiutò ma poi, con l'avvento del governo monocolore “del Presidente” di Adone Zoli e la sostituzione del Ministro degli Esteri Martino, fu costretto a cedere.

### Ultimi incarichi e attività politica
Nel febbraio del 1958, Alberto Rossi Longhi lasciò la carica di Segretario generale e fu nominato ambasciatore a Parigi, sino al dicembre dello stesso anno. Fu collocato a riposo nel 1960.
Il 26 gennaio 1964 fu tra i firmatari dell'appello per la "Nuova Repubblica", lanciato da Randolfo Pacciardi e mirante all'instaurazione della Repubblica presidenziale in Italia; sostanzialmente, aderiva a una interpretazione della Costituzione che, ai tempi della sua segreteria generale, aveva combattuto e arginato con successo.
Anche il figlio Fabrizio e il fratello Gastone sono stati dei diplomatici.